# ハレ - ハン・ミュンデン線
ハレ - ハン・ミュンデン線 (ハレ - ハン・ミュンデンせん、ドイツ語: Bahnstrecke Halle–Hann. Münden) はザクセン＝アンハルト州、テューリンゲン州、ニーダーザクセン州、ヘッセン州の複線化・電化されている幹線鉄道である。この路線はハノーファー南部線の一部と合わせてハレ - カッセル線とも呼ばれる。

## 沿線概況
列車はハレ中央駅を出発すると、エアフルト及びライプツィヒ方面の線路がすぐ分岐する。駅からSバーンの路線がこの路線と別れる。この路線は西へ向かい、マンスフェルト地域のルターシュット・エイスレーベンへ登る。ブランケンハイムにこの路線では唯一なトンネルが通じている。そこから列車は坂で降りてザンガーハウゼンにハルツ山脈とクィフホイザー山脈の間の黄金の草地 (Goldene Aue) に至る。両山脈の西端でこの路線はテューリンゲン州のノルトハウゼンに至る。そこから列車は坂を登ってブライヒァーローデに触れ、ライネフェルデとハイルバート・ハイリゲンシュタットを通過してアイヒスフェルトに到着する。アイヒェンベルクにこの路線はヴェラ川を沿って、ニーダーザクセン州ハン・ミュンデンまで続く。
電化の前には貨物列車はブランケンハイム・トンネル前後の勾配で追伸された。そのために機関車は120年間ロェブリンゲン・アム・ぜーの車両所で待機していた。

## 歴史

### 建設計画と開通
テュリンゲン線の開通以前、已にノルトハウゼン経由の路線案が挙論されたが、エアフルト経由の路線案に比べて有力ではなかった。地方からの相当な圧力にもかかわらず1862年ようやくプロイセンとマグテブルク - ライプツィヒ鉄道会社はハレ - ハイリゲンシュタット区間の鉄道敷設契約を締結した。目標はハイリゲンシュタットとカッセルを結ぶことだったが、ヴェラ川とフルダ川を貫通し、ハノーファー王国に通じる経路の費用が低かってので、経路にはまだ様々な議論があった。プロイセンはテューリンゲン鉄道会社と無関係な、カッセルへ通じる直接的な連結に関心事を持っていた。
1863年1月敷設許可は与えられ、すぐ建設作業が始まった。1865年9月1日ハレ (ザーレ) - ザンガーハウゼン区間は開通し、1866年7月10日ノルトハウゼンまで、1867年7月9日アレンスハウゼンまで延伸された。1866年戦争の結果によってハノーファー王国が併合された以後、プロイセンはカウフンゲン森とガラス工場を結ぶ為に、鉄道会社にカウフンゲン経由の経路選択の指示を試した。しかしそこには費用が高くて急な勾配の経路が必要だった。鉄道会社は指示に従わず、ゲーティンゲン - フリートラント区間から建設した。それでその区間と既存のハノーファー南部線を連結することとなった。1869年鉄道会社は要求を主張して、アレンスハウゼンとハン・ミュンデンは現在経路の通り連結された。そこからカッセルまで既存線は複線となって、1872年3月13日建設作業は終了した。

### 1945年までの発展
1876年までこの路線に接続する路線がいくつか開通した。1876年6月1日この路線は国有化されて、この目的はこの路線を「大砲鉄道」 (Kanonenbahn) の一部として統合することであった。この軍事用鉄道にはブランケンハイム - ライネフェルデ区間が含まれていた。1870年ゴータ - ライネフェルデ線と1879年ベルリン - ブランケンハイム線は開通して、「大砲鉄道」はハレ - ハン・ミュデン線の両側に連結されることとなった。この路線の開通の動機は軍事的な側面だけではなくテューリンゲン鉄道への国有化圧力もあった。1884年アレンスハウゼン - フリートラント連結線の建設はすでに取り消された。低木の茂みの土手道の痕跡は今も残っている。
他の路線と共にハレ - ノルトハウゼン区間は一番重要な東西貨物線の一つとして浮かび上がった。一方ハレまたはマグデブルクからフランクフルトまでのこの路線経由の列車編は少し少なかった。例えば1939年の夏平日に、ライネフェルデ - アイヒェンベルク区間で、4往復の特急列車、5往復の急行列車 (Eilzug) 、10往復のローカル列車が運行されていた。
1943年ミッテルバウ＝ドーラ強制収容所がノルトハウゼンの北西川に建てられ、拡張された地下の兵器工場は収容所に属した。ハレ - ハン・ミュンデン線と強制収容所の連結線のヘルメタール線 (Helmetalbahn) の建設過程の中に数百人の強制労働者が犠牲された。連結線は完成されなくて、1945年から東西ドイツの境界線によって分離された。1945年この路線は兵器・兵力輸送と戦争捕虜列車などで負い過ぎとなったが、線路の修理と改修はほとんど行わなかった。1945年4月7日軍需品列車はザンガーハウゼン駅で爆破される事故が起こった。十日後この路線の全区間はアメリカの所有となった。1945年5月終戦直後に列車運行は部分的に再開された。

### ドイツの分断と東西ドイツ内部の発展
ドイツの連合軍軍政期間が終わったあと、この路線の中でアレンスハウゼン - アイヒェンベルク区間は断絶された。1946年4月16日アイスレーベン駅で列車運行でソビエト軍の軍人たちの干渉によって追突事故が起こった。その結果24人の死亡者と数ある負傷者が発生した。以後各地で追放されたドイツ人は列車でアレンスハウゼン駅に到着して、フリートラントまで歩いて境界線を超えねばならなかった。1952年から列車はアレンスハウゼン駅まで運行されたが、特別許可だけで利用は可能だった。
1947年までこの路線の単線化が続き、けれどもハレ - ザンガーハウゼンの複線区間は1954年まで復旧された。戦争当時破壊されたザンガーハウゼン駅舎は1964年現代式で再建された。1965年ベルガ＝ケルブラ - ヘリンゲン (ヘルメ) 区間はヘルメ川にケルブラダムを建設するために移設された。ドイナーでカリ塩鉱山の拝際とセメントの新しい生産のため、1979年までこの路線はゾルシュテットまで複線化され、貨物輸送はたびたび増加していた。1986年ハレ - ライネフェルデ区間の電化は決定され、1993年4年間の工事は完了した。
1945年にはヴェラ川橋梁の破壊にもかかわらず断線の運行は可能であった。1949年西ドイツの区間は全区間で複線化された。西側の区間は1964年9月25日電化された。ハノーファー - ヴュルツブルク高速線の開業以前にはカッセル - ゲッティンゲン区間でIC列車はハレ - ハン・ミュンデン線を経由して運行された。高速線の建設と関連からアイヒェンベルク - カッセル区間の単線化計画もあった。ハノーファー南部線のゲッティンゲン - ハン・ミュンデン区間は1995年まで廃止された。

### 再統一の交通プロジェクトと再統一以後の発展
1989年11月30日アーレンハウゼン - アイヒェンベルク区間の服旧計画は申し込まれた。1990年1月には検問所の設置が計画されたが、数週間後コンテイナーだけ計画された。同月建設作業は始まって、両乗降場の改修も計画に含まれた。1990年5月27日列車の定期運行は始まり、6月30日までは旅券と税関検査が行われた。アイヒェンベルク駅ではハレ方面の乗降場は既存の線路から東側に追加設置された。再び連結された線路は断線で平面で分岐した。それで運送効率は制限的であった。
1991年ドイツ再統一の交通プロジェクトが決定され、ハレ - アイヒェンベルク区間の改修はプロジェクト6号に属することとなった。プリジェクトによって、この区間は1994年まで2億6800万ユーロの費用で複線化・電化された。ハレ - ベルンテローデ分岐点区間にはすでに1989年電気工事が始まって、プロジェクト6号と共に完了した。同時に南ハルツ高速道路もこの路線と平行に建設された。1998年アイヒェンベルク連結線は開通して、ハレ (或いはエアフルト)  - ゲッティンゲン区間の直接連結の運転が可能になった。
1993年5月時刻変更の時点にハレ - カッセル - フランクフルト区間にも120 km/hの電気運転区間が取り入れられた。それに際してハレ - フランクフルト間のインターレギオ路線はこの路線の経由で導入された。しかしインターレギオ路線は2年しか続けることが可能だった。同じくミュンデン経由のハンブルク - コンスタンツ間のインターレギオ列車も後で高速線を経由することとなった。2003年ローストク - ケルン間インターコネクス路線はハレ - ハン・ミュンデン線経由で導入されたことがあったが、数ヶ月後廃止された。

## 運行形態
ハレ - ベーブラ線が通行不可となる時に高速列車と優等列車はこの路線の全区間或いは一部区間に迂回する。ザンガーハウゼン - エアフルト線はすでに電化されており、この路線はハレ - エアフルト区間の速い迂回経路として利用するのが可能である。
ハレ (ザーレ) - トイチェンタール区間は中部ドイツ運輸連合 (Mitteldeutscher Verkehrsverbund、MDV) の管轄区域である。アイヒェンベルク - ハン・ミュンデン区間には北ヘッセン運輸連合 (Nordhessischer Verkehrsverbund 、NVV) の料金システムが適用される。
- 快速 (RE2) : エアフルト - ドェルシュテット - ダッハリーデン - ライネフェルデ - ハイルバート・ヘイリゲンシュタット - アーレンスハウゼン - アイヒェンベルク - ハン・ミュンデン - カッセル・ヴィルヘルムスホェヘ。120分間隔。使用車両。
- 快速 (RE9) : ハレ (ザーレ)  - ロェブリンゲン・アム・ぜー - ルターシュタット・アイスレーベン - ザンガーハウゼン - ベルガ＝ケルブラ - ノルトハウゼン - ブライヒェローデ東 - ライネフェルデ - ハイルバート・ヘイリゲンシュタット - アイヒェンベルク - ハン・ミュンデン - カッセル・ヴィルヘルムスホェヘ。アベリオ鉄道所属。120分間隔。使用車両はタレント2。
- 快速 (RE19) : アベリオ鉄道所属。ハレ (ザーレ)  - ロェブリンゲン・アム・ぜー - ルターシュタット・アイスレーベン - ザンガーハウゼン - ノルトハウゼン - ブライヒェローデ東 - ライネフェルデ。アベリオ鉄道所属。120分間隔。使用車両はタレント2。
- 快速 (RB51) : アベリオ鉄道所属。ノルトハウゼン - ヴォルクラムスハウゼン - ブライヒェローデ東 - ノルトハウゼン - ライネフェルデ - ハイルバート・ヘイリゲンシュタット。120分間隔。使用車両はタレント2。
- 普通 (RB75) : アベリオ鉄道所属。ハレ (ザーレ)  - ローゼンガルテン - ジュトシュタット - アンガースドルフ - トイチェンタール - ロェブリンゲン・アム・ぜー - ルターシュタット・アイスレーベン。60分間隔。使用車両はタレント2。
- 普通 (R8) : キャントゥス鉄道所属。ゲティンゲン - アイヒェンベルク - ヴィツェンハウゼン - ハン・ミュンデン - カッセル。キャントゥス鉄道所属。使用車両はFLIRT (3編成車両) 。
- Sバーン (S7) : ハレ (ザーレ) - ローゼンガルテン - ジュトシュタット - ニートレーベン。30分間隔。使用車両は143形電気機関車と二階建て客車のプッシュプル列車。